# Лікарка з військового шпиталю
«Лікарка з військового шпиталю» (італ. La dottoressa del distretto militare) — італійська еротична комедія режисера Нандо Чічеро.
Прем'єра відбулась 1976 року. Зйомки фільму проходили у місті Римі.

## Сюжет
Плейбоя Джанні Монтано, який шукає собі дружину серед іноземок у міжнародному готелі «Хілтон», викликають до армії, перед чим він повинен пройти медичний огляд. Його друг Ніколо пропонує йому прикинутись хворим та лягти до військового шпиталю. Головним лікарем є професор Фрусталупі, якого після травми замінює лікарка Єлена Доліоцці. Джанні різними способами намагається прикидатись хворим, вигадуючи різні хвороби, одного разу навіть прикинувся батьком малого хлопчика, і його не можна забрати до армії через догляд за малим. Він також закохується у нову лікарку і подумки мріє бути лікарем, який лікує Єлену. Керівником військового шпиталю є полковник Фаріна, у якого є пунктик щодо своєї хворобливості. Йому потрібен перекладач з англійської мови, для чого він бере собі у помічника Джанні Монтано і намагається також лишити його якомога довше у військовому шпиталі.

## Актори
| Актор                | Роль                   |
| -------------------- | ---------------------- |
| Едвіж Фенек          | лікарка Єлена Доліоцці |
| Альфредо Пеа         | Джанні Монтано         |
| Альваро Віталі       | Альваро Паппалардо     |
| Карло Делле П'яне    | медичний капітан       |
| Грація Ді Марца      | Суора                  |
| Альфонсо Томас       | Нікола                 |
| Ренцо Оццано         | гвардієць              |
| Анджело Пеллегріно   | хлопець                |
| Данте Клері          | інженер                |
| Том Феллегі          | американець            |
| Данте Кона           | Малато                 |
| Маріо Меніконі       | капрал                 |
| Лучіо Монтанаро      | солдат                 |
| Гуерріно Крівелло    | солдат                 |
| Джанфранко д'Анджело | лікар Фрусталупі       |
| Маріо Каротенуто     | полковник Фаріна       |

## Знімальна група
Режисер — Нандо Чічеро.
Продюсер — Лучіано Мартіно.
Сценаристи — Нандо Чічеро, Франко Міліція, Маріно Онораті.
Оператор — Джанкарло Феррандо.
Композитор — П'єро Уміліані.
Художники — Еліо Мікелі, Сільвіо Лауренці.
Монтаж — Данієле Алабізо.